# Xavier de Torres
Xavier Navarro de Torres es un pintor y escultor español nacido en Barcelona en 1956.

## Biografía
Javier o Xavier Navarro de Torres, nombre artístico Xavier de Torres, es hijo de Ramón Navarro del Río, con raíces paternas en Felix, y de Maruja de Torres, ambos nacidos en Almería. Se educó en su ciudad natal. Estudió en la Escola d’Esplai de Barcelona y en la Universidad A. Bellaterra “Rosa Sensat” de Barcelona, España.
Ha trabajado y colaborado en la Biblioteca Rupert M. de Manresa (Barcelona), en Audio Visual Media “Drac Magic” de Barcelona, Free-Lance Art. Magazines de Barcelona y en Art. Grup “Tallers d’Expresio” de Barcelona. Mantuvo una labor docente en la Escuela de “Bajo Llobregat” de Barcelona y en la Escuela de Profesorado de Almería, España, así como en la UNIS de Nueva York y en las comunidades laponas del pueblo Samisk (Noruega). Su labor pedagógica le ha llevado a colaborar en el Festival Etnosur en varias ediciones desde 2002, dirigiendo el Taller Espantapiedras.
De talante viajero ha residido en Barcelona, Almería, Sahara, Berlín, Nueva York, Montreal y Oslo. Desde hace más de 25 años reside y trabaja en San José, provincia de Almería, España, donde desarrolla su obra pictórica y escultórica, dando a conocer los valores tradicionales de la tierra, aperos agrícolas, sus símbolos, como el Indalo.
Expone su pintura en Barcelona, Madrid, Almería e internacionalmente en Nueva York, San Francisco (EUA) Montreal (Canadá), Berlín, Oslo, Suiza.
Algunas de sus obras han sido concedidas a personajes del mundo de la cultura y el arte como Joe Zawinul, Rosa María Calaf, Mario Benedetti, Diego Alfredo Manrique, Jorge Pardo, el Jueves, Baltasar Garzón, o entidades como la Fundación Vicente Ferrer.

La figura humana, como punto de partida, resulta siempre fundamental, invitando a una manifestación de la vida interior como actitud primaria de sus personajes, más cercanos al drama y al éxtasis que a un concepto sereno de la existencia. Bartolomé Marín Fernández

## Exposiciones permanentes
- El Museo Arqueológico “Luis Siret” de Almería.
- La Caixa de Barcelona, España.
- Señor F. Pérez Rodríguez, Almería.
- Señor Jack Wait, Berlín/Miami.
- De forma permanente su pintura se encuentra expuesta en Cartier (California), Savit's Center (Nueva York), en los trasatlánticos "Explorer y Voyager on the Seas de la Royal Caribbean Cruisers" (Miami).
- 1994 Espacios Suristán, Madrid, España. Instalación permanente de Madera y Piedra.
- 1995 Artist in Residence N.Y., Nueva York (USA).
- 1996 Parque Can Mercader, Iglesia St-Jaume (Barcelona). Tríptico pintado (Mural).
- Sus trabajos en escultura rural y urbana se encuentran en el Castillo de San Ramón (Rodalquilar), Palacio Abacial y convento de Capuchinos (Alcalá la Real-Jaén).
- En un espacio natural que abarca 70 km y reúne 80 t en piedra, entre Noruega y Suecia, Proyecto "Fiskelangs" subvencionado por la CEE.[5]
- Jardín japonés en la montaña St-Gervais-Nuevo Tanatorio de Barcelona en 2005, junto con Marina Salvador López. Esta obra participaría en el Premio Europeo de Espacios públicos urbanos en 2006, organizado por Urban: Centro de Cultura Contemporánea de Barcelona.[6]

## Exposiciones
- 1976 Galería Art. Expres, Gerona, España
- 1979 La Caixa de Sitges, Barcelona, España
- 1980 Instituto Catalán Ibero-americano, Coop, Barcelona, España
- 1981 Instalación C. Tau “Sueño del Desierto”, Almería, España
- 1982 Keller Club, Biel, Suiza
- 1985 Galería Estar Gris, Almería, España
- 1986 Münchenstein, Performance, Basilea, Suiza
- 1987 Galería Argar, “Pinturas y Esculturas”, Almería, España
- 1988 Sala la Rectoría (siglo XVI), “Antología Diez Años”, Barcelona, España
- 1989 Odo Walz Saloons, Berlín, Alemania
- 1990 Galerie d’ Art Imagine, Montreal, Canadá
- 1991 Galería Jomfruburet, Oslo, Noruega
- 1992 Parque Can Mercader, Barcelona, España
- 1997 Campari Bar (Art ’97), Basilea, Suiza

## Exposiciones en colaboración
- 1975 Galería Aixo. Pluc (con Ferrán Maese, escultor), Barcelona, España
- 1979 Escuela Can Mercader (con J. Minguet, poeta/escritor), Barcelona, España
- 1983 Keller Club (con Ana María Godat, pintora), Biel, Suiza
- 1983 Nueva Acrópolis, Palacio Árabe de Abrantes (s. XI) (con Ana M. Godat), Granada, España
- 1984 Alte Krone (con Ana M. Godat), Biel, Suiza

## Exposiciones en grupo
- 1983 S.P. Société d’Art Suisse, Biel, Suiza
- 1984 Trabajos de Nicaragua (S.P.S.A.S.), Biel, Suiza
- 1986 Bienal de Basilea 17.85, Bâle, Suiza
- 1989 Montserrat Gallery, Nueva York, EUA
- 1990 Galerie d’Art Imagine, Montreal, Canadá
- 1990 Montserrat Gallery, Nueva York, EUA
- 1993 Trabajos para UNICEF, Almería, España

## Obras
- Los Músicos, óleo, 1995 – 1996, 160x170 cm
- Iberia, óleo, 1995 – 1996, 105x130 cm
- Tapiz azul, óleo, 1996, 105x130 cm
- Vidriera, óleo, 1996, 105x130 cm
- Tapiz rojo, óleo, 1996, 105x130 cm
- Talla de madera, óleo, 1995, 105x130 cm
- Aliga, piedra, 17 kg, 40x20x20 cm
- Busto, piedra, 8 kg, 70x25x25 cm
- Indios, madera-hierro, 30 kg, 100×25×25 cm
- Virgen, piedra, 100 kg, 100×40×25 cm
- Sin título, óleo, 1996, 105x135 cm
- Azul, azules, óleo, 1996, 160x170 cm
- La Gente que viene del sol, óleo, 1996, 160x170 cm
- La Gente que viene del mar, 1995, óleo, 1995 – 1996, 160x170 cm
- Hermético de Otoño, óleo, 1995 – 1996, 160x170 cm
- La virgen de Piedra, óleo, 1996, 105x130 cm
- África, óleo, 1992, 105x135 cm
- La soledad del corazón, escultura
- La muerte no está sola, escultura, las dos últimas presentadas para el festival Etnosur 2011[7]